# 棋道
棋道（きどう）とは、1924年-1999年に発行されていた日本棋院の機関誌。1924年(大正13年)の日本棋院発足とともに、その機関誌として10月に発刊される。1999年(平成11年)7月号で終刊、姉妹誌『囲碁クラブ』と合併して『碁ワールド』となった。
棋戦などの手合の棋譜や解説などの情報の掲載の他、独自の企画なども行い、情報誌としての機能に加え、メディアを通じての囲碁普及の役割も担った。雑誌として75年の歴史は、日本でも『中央公論』『文藝春秋』に次ぐ長さだった。
日本棋院の公式ニュースサイトとして「棋道Web」がNoteで運営されていたが2025年3月を持って更新停止。

## 歴史
日本棋院設立時の出版事業として、方円社「囲碁新報」、中央棋院「棋院新報」を引き継ぐ新たな機関誌として発行されることとなり、会員に無料配付することとなった。創刊号は68ページ、定価50銭、表紙は斎藤松洲。
1935年からは駅売店で販売される。1944年(昭和19年)には紙の供給事情悪化のため『囲碁クラブ』を合併し、次いで11月に休刊となる。戦後1946年8月に村島誼紀が編集主任となって復刊。復刊時は32ページで定価6円だった。1948年に職員採用があるまで高川格ら棋士によって編集されていた。
1948年からグラビアページを掲載。1950年4月号で初の誌上実力認定試験を行う。1968年からは「棋道賞」を設け、年間の優秀棋士を表彰。1974年からはカラーグラビア掲載。1984年7月号から活版からオフセット印刷に移行。1990年代後半の日本棋院の財政事情の悪化により、「囲碁クラブ」と統合して「碁ワールド」となり、「棋道」は1997年7月号通巻923号をもって終刊となる。
他に大手合の棋譜を掲載した「棋院棋譜」が発行され、1927年の大手合制度改正後は「大手合週報（週刊棋道）」が1943年まで刊行された。1961年からは棋道臨時増刊「囲碁年鑑」が毎年発行されるようになった。

## 記事・企画
独自棋戦
- 「新鋭三羽烏勝抜争覇戦」1943年、藤沢朋斎、高川格、坂田栄男による総当戦（優勝坂田）。
- 「棋道チャンピオン戦」1977-78年、プロトップ棋士による勝ち抜き戦。
- 「共立住販杯争奪プロアマ8強オープン戦」1987-88年、若手プロとアマ強豪各8名によるトーナメント、第2回まで実施。（優勝結城聡、趙善津）
- 「荏原製作所・暁星グループ杯世界頂上対決三番勝負」1990年に800号記念企画として、前年の応昌期杯優勝の曺薫鉉と富士通杯優勝の武宮正樹の三番勝負を行った（武宮2-0）。
- 「32時間一番勝負」1996年、持時間各16時間、打ち継ぎ4回の一番勝負を主催。棋戦の持ち時間が短縮される傾向にあり、三大タイトルの挑戦手合も各8時間、国際棋戦では3時間が主流となっている時世へのアンチテーゼとして「挑戦!平成の名局」と銘打って企画された。第1局は依田紀基-結城聡（中押勝）戦が1-4月号に掲載。第2局は山田規三生-羽根直樹（半目勝）を6-9月号に掲載。

読み物・講座
- 「昭和新法互先布陣」1928年連載。本因坊秀甫『方円新法』を上回る布石体系を築こうと本因坊秀哉、中川亀三郎、岩佐銈、瀬越憲作、鈴木為次郎などの合議による布石講座。過去に比して足早で戦い方が厳しく、四線への着手でバランスを取ろうという手法が見られる。
- 「秀格棋話」1977年に、高川秀格名誉本因坊のエッセイを連載。
- 「中国囲碁外史」1986年9月号から1991年12月号まで連載。古代から清代までの中国の囲碁の歴史、エピソード。田振林・祝士維。
- 「棋道ミニ博物館」1993年1月号から1995年12月号に連載、囲碁に関する文化事物の紹介。文は相楽十梧、資料提供は水口藤夫で、切手、浮世絵から古代発掘品まで幅広く掲載された。
- 「ぶらり囲碁紀行」1996年1月号から1999年7月号まで連載した、早稲田大学教授三浦修により、全国各地の囲碁にまつわる史跡、文化を訪ね、写真と共に紹介するエッセイ。
- 「由紀のイタリア日記」1997年4月号から、ヨーロッパでの囲碁普及のためにイタリアに長期滞在する重野由紀の近況報告エッセイを連載。「碁ワールド」でも引き続き連載。

その他
- 「日本棋院全棋士年間総合星取表」毎月の棋士の成績を掲載。
- 「詰碁コーナー」詰碁の新題2問を毎号掲載し、解答正解者に賞品を贈呈。1999年6月号まで掲載。戦後復刊以後の一部は「昭和の詰碁」（全3巻、日本棋院 1990年）として出版された。
- 「段位認定テスト」誌上に掲載された問題に綴じ込み葉書で回答し、得点に応じて段位（六段まで）を認定する。
- 「県百傑戦」1983年に各県の日本棋院会員による100位までの順位戦を企画、掲載した。しかし各県支部、幹事による運営負担が大きく、1984年6月号で掲載は終了、自然消滅となった。
- 「プロの一手グランプリ」1985-87年、プロ棋士の毎月の対戦の中から「現代版耳赤の一手」を選考し、年間最優秀一手賞を選出。最優秀作品の賞金は30万円。選考は石田章(85)、高木祥一(86)、片岡聡(87)、選考委員は藤沢秀行、坂田栄男。

## 棋道賞
1968年から日本棋院所属棋士の前年の成績による優秀棋士を表彰。
第1回の賞は、「最優秀棋士賞」「最多勝利賞」「勝率第一位賞」「連勝賞」「殊勲賞」「敢闘賞」「技能賞」「女流賞」「新人賞」部門。記録部門である最多勝利、勝率、連勝以外の賞は、棋戦主催社である新聞社、テレビ局などの担当記者による選考委員の選考会の評議で決定する。部門賞は23回（1989年度）から「国際賞」新設。25回（1991年度）から殊勲賞、敢闘賞、技能賞を廃止し、「優秀棋士賞」「最多対局賞」新設。その他、年度によって随時特別賞が贈られる。また記録部門は当初七段以上が対象だったが、29回（1995年度）から五段以上に変更。その後「碁ワールド」誌に継続される。